# Sony Xperia Z
De Sony Xperia Z is een smartphone van de Japanse fabrikant Sony die op het CES 2013 werd onthuld. De Sony Xperia ZL is een variant en verschilt op een paar punten van de 'normale' Xperia Z. De Xperia Z was het nieuwe vlaggenschip van het bedrijf en was vanaf 25 februari 2013 in Nederland en België beschikbaar in de kleuren zwart, wit en paars. De telefoon vormde samen met de Xperia SP en Xperia L Sony's nieuwste lijn van smartphones. Die na de Z5 vervangen is voor de Xperia X lijn.

## Scherm
Het toestel heeft een schermdiagonaal van 13 cm (5 inch). De schermresolutie bedraagt 1920 x 1080 pixels, waarmee de pixeldichtheid 440 pixels per inch bedraagt, vergelijkbaar met de HTC J Butterfly, de Samsung Galaxy S4 en ZTE Grand S. De Xperia Z maakt gebruik van HDRD (High Definition Reality Display)-technologie en het 'Mobile BRAVIA engine 2' van Sony. Door deze twee technieken zou het scherm mooier worden weergegeven.

## Software
De Xperia Z wordt geleverd met Android versie 4.1 (ook wel Jelly Bean genoemd). Net zoals vele andere smartphone fabrikanten, gebruikt ook Sony een aangepaste gebruikersinterface, namelijk Timescape UI. Hierin zijn Twitter en Facebook standaard geïntegreerd. Ook kan men er via de meegeleverde PlayStation Mobile-applicatie omgebouwde PlayStation-spellen spelen. Daarnaast heeft de gebruiker toegang tot het Sony Entertainment Network, waarmee deze toegang krijgt tot de streamingsapp Music & Video Unlimited. Deze dienst is vergelijkbaar met Spotify of Deezer. De telefoon maakt ook gebruik van de audiotechnologie 3D surround sound met xLOUD, waardoor het geluid sterker en helderder klinkt, aldus Sony. De Xperia Z is geüpdatet tot Android 5.1.1 (Lollipop) en uitgeschreven voor toekomstige updates

## Hardware
Het toestel heeft een IP55- en IP57-certificaat, dat betekent dat de phablet zowel stof- als waterbestendig is. Aan de rechterkant van de phablet is een relatief grote aan-uitknop te vinden. De Xperia Z heeft een quadcoreprocessor van 1,5 GHz met een werkgeheugen van 2 GB. Aan de achterkant bevindt zich een 13,1 megapixelcamera en aan de voorkant een camera van 2,2 megapixel. De batterij heeft een capaciteit van 2330 mAh.

## Sony Xperia ZL
De Sony Xperia ZL is de niet-watervaste variant van de Xperia Z. De telefoon is wat dikker en zwaarder vergeleken met de Xperia Z: respectievelijk 9,8 mm en 7,9 mm met 151 gram en 146 gram, maar tegelijkertijd ook iets korter en smaller (131,6 mm en 139 mm met 69,3 mm en 71 mm). Ook is de behuizing van de Xperia ZL gemaakt van plastic, waar die van de Xperia Z van glas is.

## Galerij

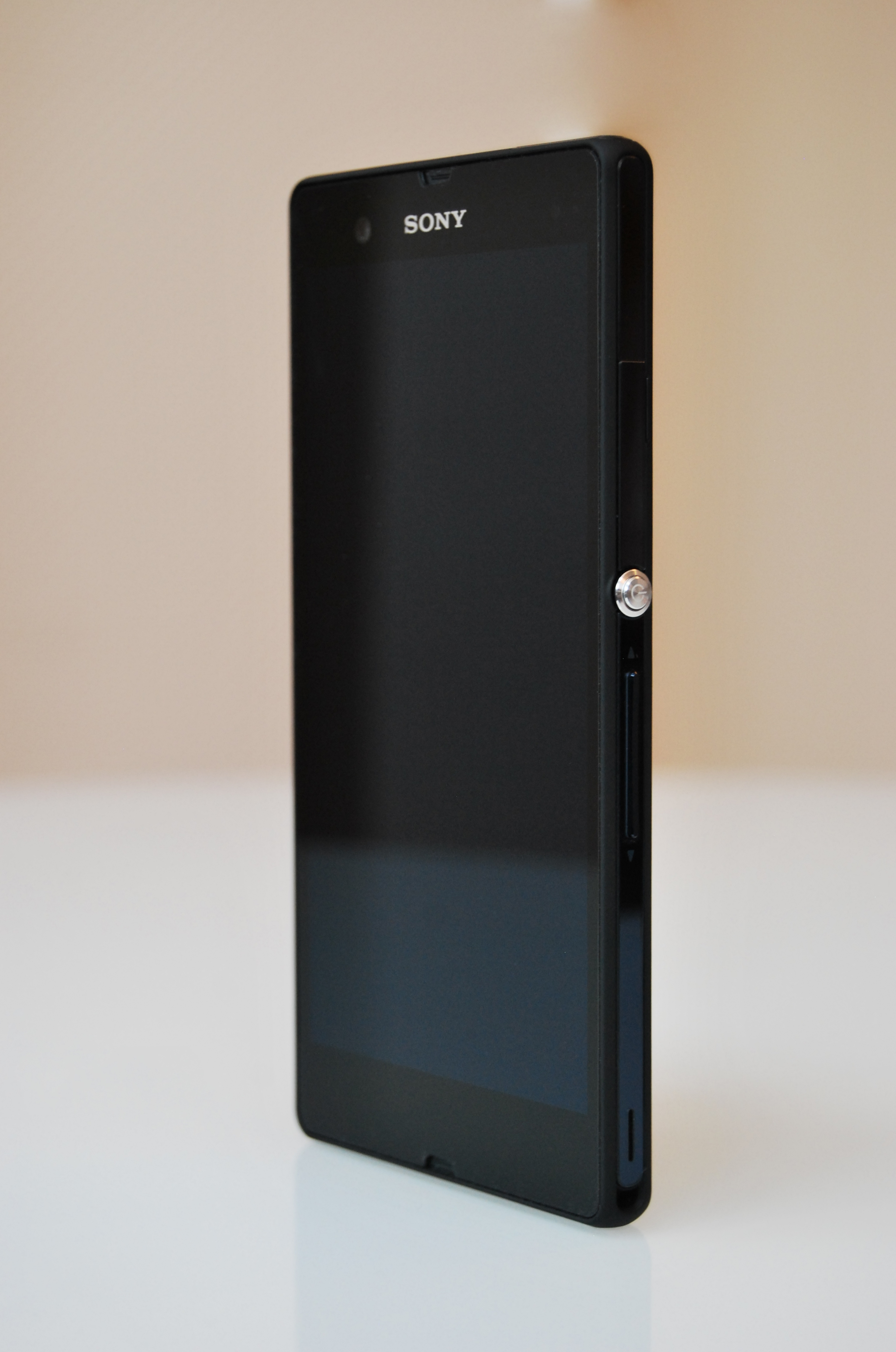
Zijaanzicht
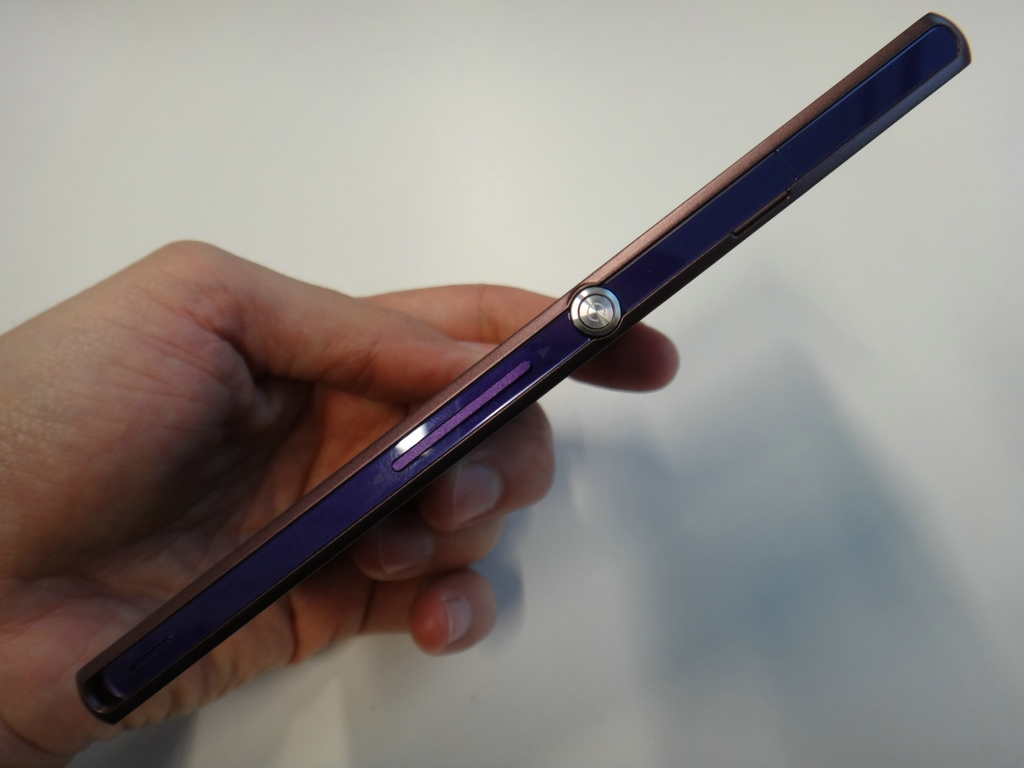
De aan- en uitknop op de Xperia Z
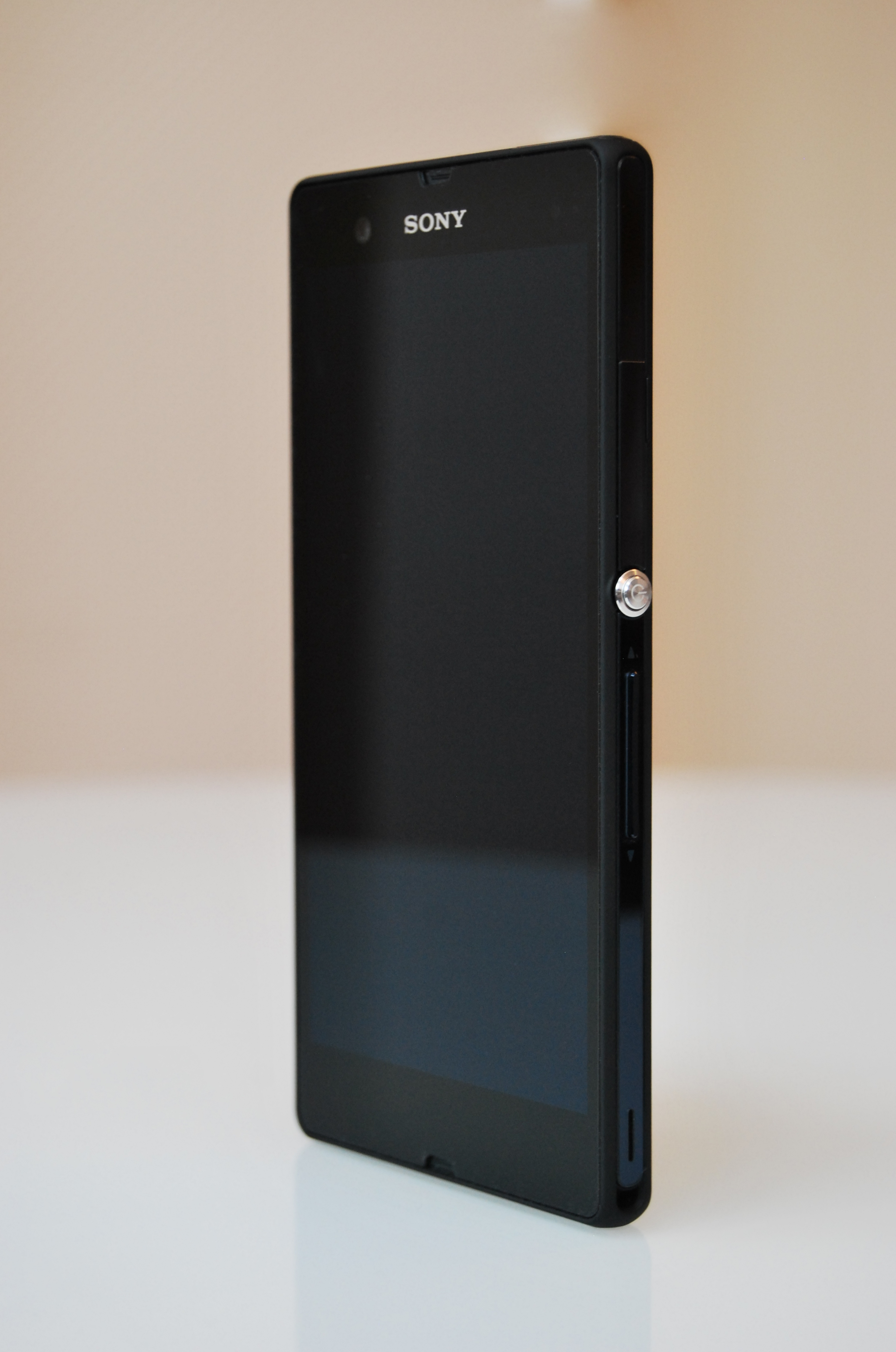
Het thuisscherm met Timescape UI
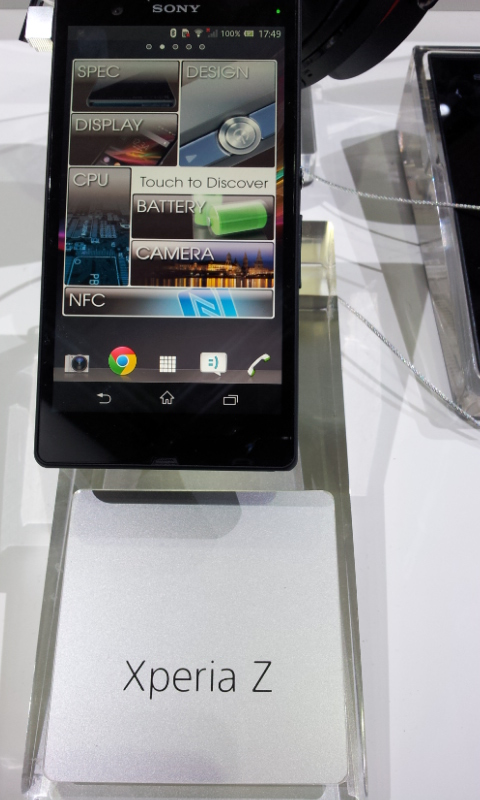
Demonstratie tijdens het MWC 2013